# Barnard-Gletscher
Der Barnard-Gletscher befindet sich in der westlichen Eliaskette in Alaska (USA). Er wurde nach dem US-amerikanischen Landvermesser und Boundary Commissioner Edward Chester Barnard (1863–1921) benannt.

## Geografie
Der 53 km lange Barnard-Gletscher entwässert ein Areal von etwa 1000 km², das vom Mount Bear im Nordosten bis zum Mount Bona im Nordwesten reicht. Nach der Vereinigung seiner beiden von Osten und Westen kommenden Quellgletscher strömt der Barnard-Gletscher über eine Strecke von 35 km in südwestlicher Richtung. Dabei weist er eine durchschnittliche Breite von etwa 2,3 km auf. Er endet schließlich auf einer Höhe von 536 m am Nordufer des Chitina River. Westlich davon befindet sich das untere Ende des Hawkins-Gletschers.